# Llakatundi
Llakatundi, eller Llakatund er en albansk landsby i Vlorë kommune. Landsbyen ligger i Shusicadalen, omkring 12 kilometer nord fra Vlorë, og 150 kilometer fra hovedstaden Tirana.

## Berømte mennesker
- Aurela Gaçe – albansk sanger der bor i New York